# 隅田川駅
隅田川駅（すみだがわえき）は、東京都荒川区南千住四丁目にある、日本貨物鉄道（JR貨物）・東日本旅客鉄道（JR東日本）の駅である。常磐線貨物支線（隅田川貨物線）上に設置されている。主に東北本線、上越線などのいわゆる北、東方面発着の貨物列車の終着（始発）駅であり、東京貨物ターミナル駅と並ぶ東京の二大貨物駅である。
鉄道施設としては一般駅であるが、旅客列車の発着はない（同様の駅に、東京貨物ターミナル駅や横浜羽沢駅、仙台貨物ターミナル駅などがある）。

## 歴史
もともとは東北本線や常磐線を建設した私鉄の日本鉄道が、上野駅で取り扱っていた貨物を1890年に開設した秋葉原駅などとともに分散して受け持ち、隅田川駅は常磐炭田からの石炭の受け入れを行うために1896年（明治29年）に設置した駅であった。主に石炭、木材、砂利などの荒荷を取り扱い、隅田川の水運と連絡して東京の市街地への輸送を行っていた。このために水路が隅田川から引き込まれており、構内中央付近には水扱積卸場が存在していた。

戦後はこうした荒荷の取り扱いが減少し、さらに水運との連絡も減少したため、水扱積卸場を埋め立てて構内を改良し、コンテナ扱いに対応した整備を進めることで、首都圏の東北・北海道方面との貨物輸送の拠点として使われてきた。
国鉄分割民営化に際しては、構内に分散していた客貨車区施設が第6ホーム北側に移転集約されている。また、飯田町駅の廃止と飯田町紙流通センターの移転に伴って、従来飯田町駅に到着していた首都圏の新聞・出版産業で消費される紙が隅田川駅に到着するようになった。

### 駅構内改良工事
2012年度（平成24年度）まで、北海道・東北方面への輸送力を増強する目的で「隅田川駅鉄道貨物輸送力増強事業」が実施された。総工費は約46億円で、国の「幹線鉄道等活性化事業費補助」の枠組みにより総工費の30 パーセントの13億8,000万円が国庫から補助されている。事業主体は第3セクターの京葉臨海鉄道で、JR貨物は施設を借り受けて利用する枠組みとなっている。
もともと隅田川駅は青函連絡船の輸送能力に合わせてコンテナ車18両に対応する規格で設計されていたが、現在の東北本線のコンテナ列車は最大20両編成となっているため、これに合わせる形での改良を実施した。改良以前において、20両編成に対応しているのは荷役線のうち3線、着発線のうち4線だけであったが、荷役線・プラットホームの4面6線を40 - 50 メートル延長し、第1ホームの短い1線を除く5面9線全てが20両編成対応となった。また着発線は従来の8線から7線に削減されたが、このうち6線が20両編成対応となった。各コンテナホームは一部拡幅して31フィートの大型コンテナの取り扱いが全てのホームで可能になった。
隅田川駅と田端信号場駅の間は単線であり、田端運転所との間での機関車の回送列車が線路容量を圧迫していた。このため構内改良事業では機関車の留置機能も整備することとなり、第6ホーム・田端信号場寄りに設置されている構内本部と信号扱所の建物を撤去して跡地に機関車の留置線を設置した。有効長の短い第5ホームは廃止し、跡地に機関車の仕業検査庫や留置線、フォークリフトの検修庫等を設置した。更に、車扱荷役用高床ホーム（陸1ホーム）を撤去して総合事務所を建設し、機関区・駅構内本部・信号扱所を設置した。
機関区施設の整備に伴い、従前から設置されていた隅田川貨車区に加えて、田端機関区の機能と田端運転所の貨物関係業務を移転し、隅田川機関区とした。
これらの改良により、輸送力は年間22万トンの増強が見込まれている。2013年（平成25年）3月16日のダイヤ改正より供用を開始した。

### 年表

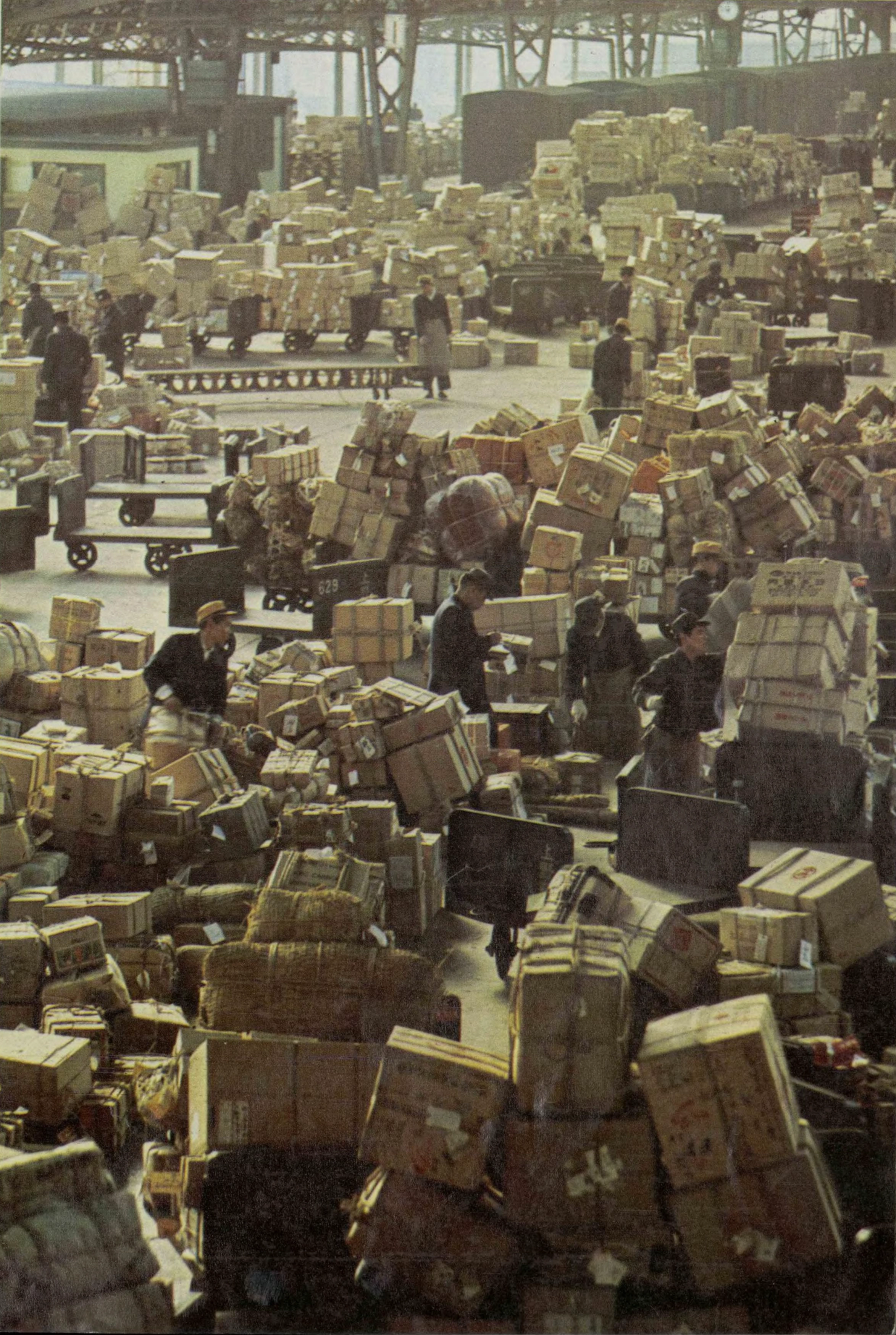
隅田川駅 小口貨物ホーム（1966年）

- 1896年（明治29年）12月25日：日本鉄道の貨物駅として開業[1]。
- 1906年（明治39年）11月1日：国有化により官設鉄道の駅となる[1]。
- 1909年（明治42年）10月12日：線路名称制定により常磐線の所属となる。
- 1949年（昭和24年）6月1日：日本国有鉄道発足。
- 1964年（昭和39年）10月1日：小荷物の取扱を開始[1]（一般駅となる）。上野駅の小荷物機能の大部分を移転[2][11]。
  - 荷物列車の発着駅も上野駅から当駅に変更[11]。構内の隅田川貨車区を隅田川客貨車区に改組し、荷物車・郵便車が尾久客車区から転属[11]。
- 1965年（昭和40年）：東京セメント運輸の施設が営業開始。
- 1972年（昭和47年）9月5日：駅構内でコンテナ列車が脱線。2両が車止めを越えて照明用の鉄塔をなぎ倒し、さらに第三運転部の事務所に突っ込んだ。けが人なし。原因はポイントの切り替え操作ミスによるもの[12]。
- 1985年（昭和60年）3月31日：開業88周年記念の団体臨時列車としてサロンエクスプレス東京が入線。
- 1986年（昭和61年）11月1日：小荷物の取扱を廃止[1]。
- 1987年（昭和62年）4月1日：国鉄分割民営化により、JR東日本・JR貨物の駅となる[1]。
- 1993年（平成5年）2月24日：「エフ・プラザ隅田川ニッソウセンター」営業開始[13]。
- 1999年（平成11年）7月1日：「エフ・プラザ隅田川IPC棟」営業開始（飯田町駅廃止により移転）[14][15]。
- 2006年（平成18年）3月18日：東京セメント運輸向けのセメント輸送が終了。
- 2013年（平成25年）3月16日：隅田川駅鉄道貨物輸送力増強事業による改良部分の供用開始。

## 駅構造

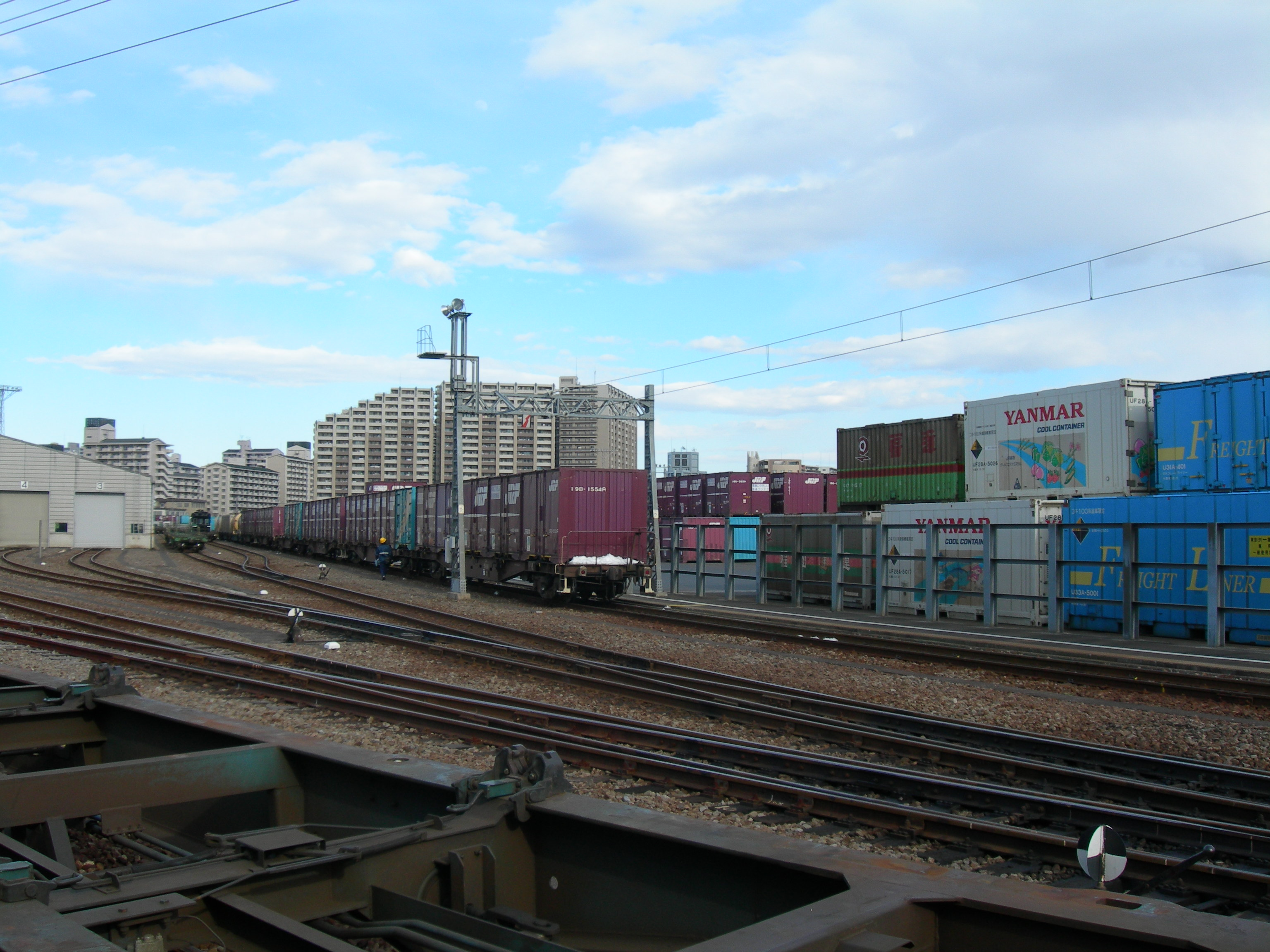
駅構内（2008年2月、敷地外より）

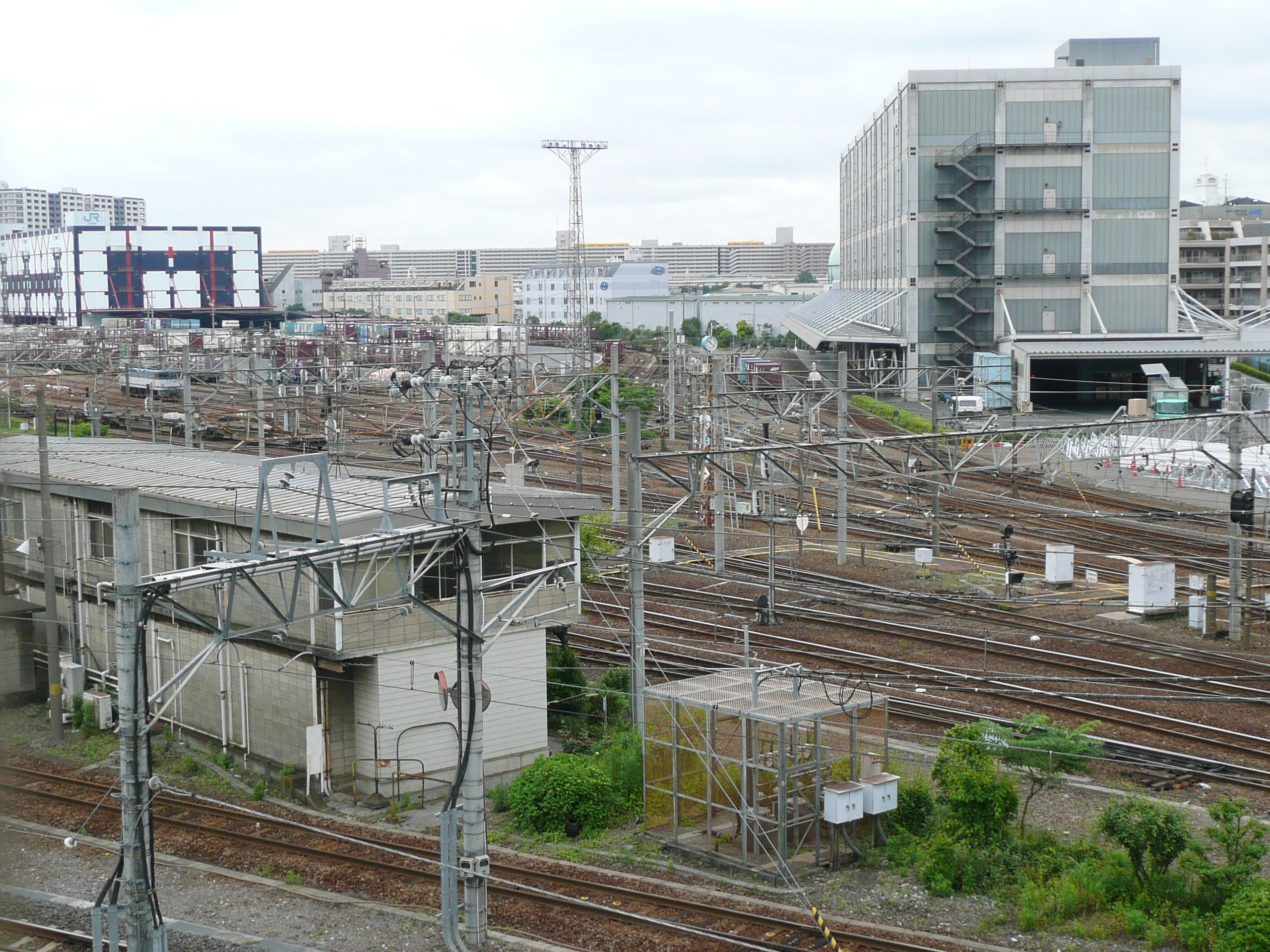
駅構内（2010年5月、東京メトロ南千住駅ホームより）

地上駅。南北に5面10線のコンテナホームが並び、その西側に1面1線の上屋付有蓋車用貨物ホーム、「エフ・プラザ隅田川IPC棟」の荷役線、ヤマト運輸南千住営業所、東京福山通運隅田川支店、東側には「エフ・プラザ隅田川ニッソーセンター」の荷役線がある。また、仕分け線や留置線なども数本ある。エフ・プラザは、貨物列車で輸送された紙を保管する倉庫として機能してきた。2019年（令和3年）2月からは、エフ・プラザ到着列車の折り返し列車で回送される空コンテナを有効活用し、エフ・プラザを発送貨物のコンテナへの積み替えにも使用するものとして、アサヒビールのアルコール飲料の列車への積み替え・発送業務（着駅は新潟貨物ターミナル駅）を開始した。
コンテナセンターがコンテナ荷役ホーム付近にあり、同じ建物には営業窓口のJR貨物東京営業支店隅田川分室が入っている。隅田川機関区の機関車仕業検査庫や貨車検修施設（旧隅田川貨車区）、IT-FRENS & TRACEシステムの窓口業務を行なう、本社直轄であるI-TEMセンターも同駅構内にある。
かつては、構内北側に東京セメント運輸のセメントサイロ（隅田川営業所）や荷役線2線があり、武州原谷駅（秩父鉄道秩父本線）や東横瀬駅（西武秩父線）、日立駅発送のセメントが到着していたが、2006年に廃止された。
また、1970年ごろまでは東京瓦斯千住工場、1980年代までは日本石油隅田川油槽所（1989年閉鎖）へ続く専用線も存在していた。その専用線には、1926年（大正15年）に竣工した日本初の跳上橋（隅田川駅跳上橋、設計︰山本卯太郎）が1950年代まで存在した。さらに1960年代以前は、舟運の便のために隅田川につながる桟橋も併設していた。
北東部に広がる貨物駅の縮小部分は平成以降に順次再開発が行われ、超高層マンションなどが立ち並んでいる。また、かつては日比谷線の千住検車区との連絡線も存在していた（なお、千住検車区の用地の一部は、当時の帝都高速度交通営団が国鉄から当駅の敷地の一部を譲り受けた部分が含まれる）。

### 駅配線図
| ← （田端貨物線） 田端信号場駅方面                                                                                               | 隅田川駅付近配線略図 | → 北千住・松戸・柏・取手 土浦・水戸方面 |
| | ↓ 日暮里・上野方面   |                                         |
| 凡例 出典:祖田圭介「上野駅をめぐる線路配線 今昔」『鉄道ピクトリアル』2006年11月号 pp. 50-58. 青線は常磐線旅客列車の走行する線路 |                      |                                         |

## 取扱貨物
- コンテナ貨物
  - 12 ftコンテナ、20 ft・30 ftの大型コンテナ、20 ftのISO規格海上コンテナを取り扱う。
- 産業廃棄物・特別管理産業廃棄物の取扱許可を得ている。

## 貨物列車
- 東北本線や常磐線、高崎・上越線方面へ（から）の高速貨物列車が1日20本以上発着する。東海道本線や中央本線方面へ（から）の高速貨物列車は1日1・2本ほど。
- 1日1往復、焼島駅との間に、有蓋車（ワム80000形貨車）やコンテナ車を連結し北越製紙新潟工場で生産された紙を輸送する専用貨物列車が運行されていた。

## 利用状況
2022年度の車扱貨物の取扱量は、発送が100トン、到着が400トン。コンテナ貨物の取扱量は、発送が608,889トン、到着が580,003トンである。近年の年間発着トン数は下記の通り。
| 年度   | 総数       | 総数       | 車扱貨物   | 車扱貨物   | コンテナ貨物 | コンテナ貨物 | 出典     |
| 年度   | 発送トン数 | 到着トン数 | 発送トン数 | 到着トン数 | 発送トン数   | 到着トン数   | 出典     |
| ------ | ---------- | ---------- | ---------- | ---------- | ------------ | ------------ | -------- |
| 1990年 | 897,406    | 1,520,888  | 122,463    | 670,288    | 774,943      | 850,600      | [ * 1 ]  |
| 1991年 | 876,574    | 1,498,534  | 82,313     | 669,950    | 794,261      | 828,584      | [ * 2 ]  |
| 1992年 | 862,163    | 1,439,810  | 92,528     | 648,337    | 769,635      | 791,473      | [ * 3 ]  |
| 1993年 | 848,456    | 1,444,522  | 78,550     | 662,785    | 769,906      | 781,737      | [ * 4 ]  |
| 1994年 | 865,344    | 1,560,813  | 66,450     | 690,655    | 798,894      | 870,158      | [ * 5 ]  |
| 1995年 | 848,077    | 1,607,317  | 57,021     | 703,380    | 791,056      | 903,937      | [ * 6 ]  |
| 1996年 | 849,417    | 1,572,332  | 49,651     | 539,962    | 799,766      | 1,032,370    | [ * 7 ]  |
| 1997年 | 822,162    | 1,564,824  | 42,600     | 523,327    | 779,562      | 1,041,497    | [ * 8 ]  |
| 1998年 | 719,494    | 1,366,401  | 26,143     | 432,972    | 693,351      | 933,429      | [ * 9 ]  |
| 1999年 | 729,442    | 1,406,748  | 25,936     | 456,391    | 703,506      | 950,357      | [ * 10 ] |
| 2000年 | 800,695    | 1,523,068  | 25,017     | 502,170    | 775,678      | 1,020,898    | [ * 11 ] |
| 2001年 | 791,458    | 1,469,274  | 22,285     | 489,092    | 769,173      | 980,182      | [ * 12 ] |
| 2002年 | 747,316    | 1,349,169  | 22,622     | 444,859    | 724,694      | 904,310      | [ * 13 ] |
| 2003年 | 818,684    | 1,367,570  | 20,813     | 409,609    | 797,871      | 957,961      | [ * 14 ] |
| 2004年 | 778,112    | 1,272,169  | 17,573     | 316,840    | 760,539      | 955,329      | [ * 15 ] |
| 2005年 | 797,088    | 1,261,338  | 15,714     | 297,305    | 781,374      | 964,033      | [ * 16 ] |
| 2006年 | 814,974    | 1,116,430  | 5,548      | 114,896    | 809,426      | 1,001,534    | [ * 17 ] |
| 2007年 | 799,813    | 1,110,292  | 5,226      | 115,364    | 794,587      | 994,928      | [ * 18 ] |
| 2008年 | 751,899    | 1,002,923  | 5,226      | 112,891    | 746,673      | 890,032      | [ * 19 ] |
| 2009年 | 713,300    | 877,434    | 3,905      | 90,179     | 709,395      | 787,255      | [ * 20 ] |
| 2010年 | 645,531    | 854,841    | 1,518      | 35,844     | 644,013      | 818,997      | [ * 21 ] |
| 2011年 | 607,409    | 797,483    |            |            | 607,409      | 797,483      | [ * 22 ] |
| 2012年 | 622,285    | 842,512    |            |            | 622,285      | 842,512      | [ * 23 ] |
| 2013年 | 672,661    | 860,286    |            |            | 672,661      | 860,286      | [ * 24 ] |
| 2014年 | 707,445    | 962,391    |            |            | 707,445      | 962,391      | [ * 25 ] |
| 2015年 | 731,245    | 897,945    |            |            | 731,245      | 897,945      | [ * 26 ] |
| 2016年 | 731,845    | 807,717    |            |            | 731,845      | 807,717      | [ * 27 ] |
| 2017年 | 736,316    | 786,765    |            |            | 736,316      | 786,765      | [ * 28 ] |
| 2018年 | 738,126    | 760,483    |            |            | 738,126      | 760,483      | [ * 29 ] |
| 2019年 | 693,820    | 692,936    |            |            | 693,820      | 692,936      | [ * 30 ] |
| 2020年 | 664,563    | 617,087    |            |            | 664,563      | 617,087      | [ * 31 ] |
| 2021年 | 633,942    | 590,658    |            |            | 633,942      | 590,658      | [ * 32 ] |
| 2022年 | 608,989    | 580,403    | 100        | 400        | 608,889      | 580,003      | [ * 33 ] |

## 駅周辺
駅周辺には再開発に伴って建築された超高層マンションが広がる。
- 東日本旅客鉄道（常磐線）・東京地下鉄（メトロ）（日比谷線）・首都圏新都市鉄道（つくばエクスプレス線）南千住駅
- 東京地下鉄（日比谷線）三ノ輪駅
- 東京都交通局（都電荒川線）三ノ輪橋停留場
- 隅田川

## その他
- 2007年5月30日に、敷地内（地下鉄日比谷線南千住駅東側）で身体障害者福祉施設の起工式がJR貨物によって開催された。建物は鉄筋コンクリート造（一部鉄骨造）4階建て、敷地面積2134平方メートル、延床面積3200平方メートル。2008年1月竣工予定で、完成後、鉄道弘済会に賃貸される。鉄道弘済会では、東京都新宿区にあった東京身体障害者福祉センターを移転させ、移転に併せて義肢装具サポートセンターと改称し、2008年5月13日にオープンした[19]。

## 隣の駅
東日本旅客鉄道（JR東日本）
常磐線 貨物支線（隅田川貨物線）
三河島駅 - 隅田川駅 - 南千住駅